# P4 Gotland
P4 Gotland är Sveriges Radios lokala radiostation på Gotland, och började sända den 9 maj 1977. Stationen sänder på frekvensen 100,2 MHz. P4 Gotland är en av 24 fristående lokalradiostationer i Sverige, men är i dag en integrerad del av Sveriges Radios organisation. Täckningsområdet är Gotlands län med Visby som huvudort för sändningarna. P4 Gotlands lokaler ligger på Gotlands artilleriregementes (A 7) gamla kasernområde på Korsbetningen i Visby.

## Program och sändningar
P4 Gotland sänder sina lokala program på vardagar klockan 05:59-13:00 och 15:04-17:30. Övrig tid produceras P4:s Riksprogram. På helgerna sänder stationen lokala nyheter på halvslag från 08:30-13:30. På söndagar sänds lokala sportsändningar.

## Historik

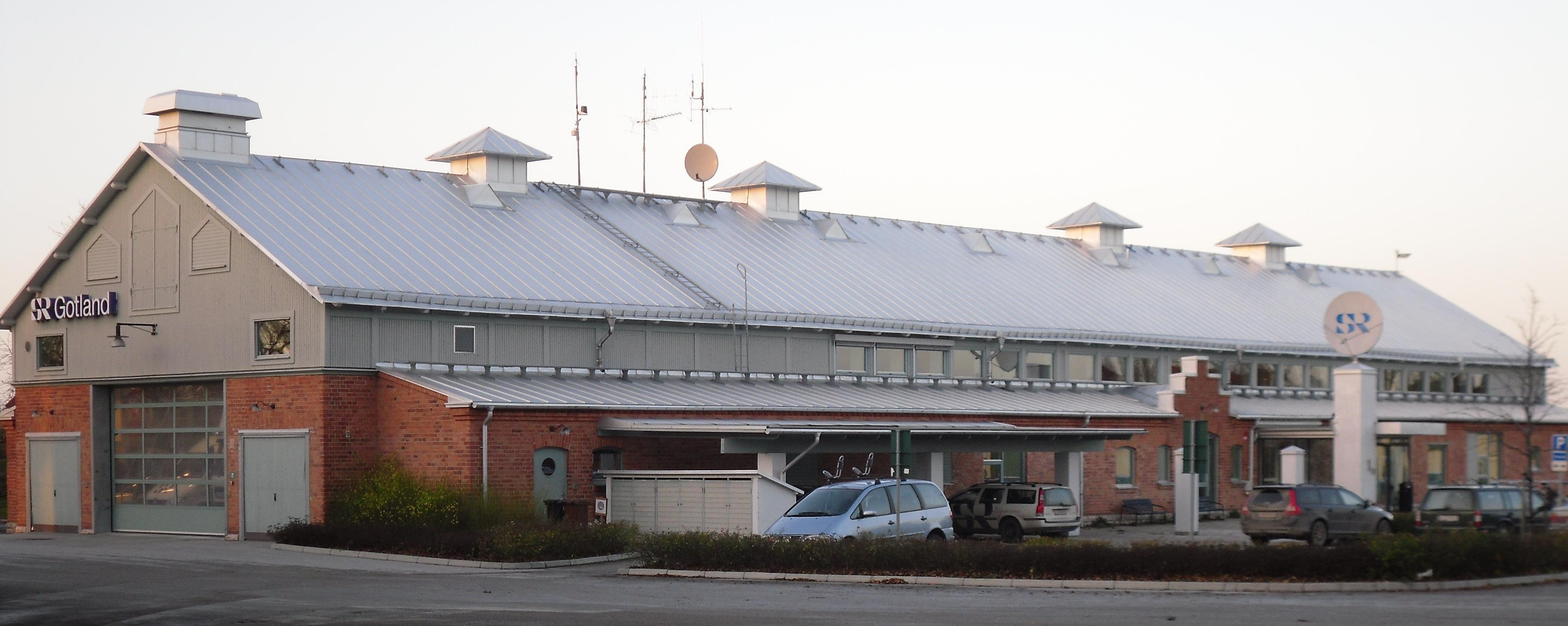
Sveriges Radios byggnad i Visby, hösten 2009.

- 1977: Grundades under titeln Radio Gotland. Man sände tre sändningar per dag i så kallade fönster i Riksradions P3. Radio Gotlands första sändning började den 9 maj klockan 06:15 på Morgonen.

- 1989: Lokalradion, En del av Radio Gotland, fick en egen radiokanal att sända på frekvensen 100,2 MHz, man fick även namnet på kanalen som skulle hetta P4.

- 1993: Riksradion och Lokalradion slogs ihop och blev Sveriges Radio. Radio Gotland bytte namn till SR Gotland.

- 2004: Radio Gotland flyttade från sina gamla lokaler på specksrum i Visby till A-7 området i Visby.

- 2005: Radio Gotland började även sända på Sveriges Radios hemsida på webben.

- 2010: Nu var det även tillgång till mobilen att får höra på SR Gotland och även andra SR kanaler.

## P4 Gotlands program från A-Ö.
- Eftermiddag i P4 Gotland måndag - fredagar kl: 15:04 - 17:30(Programledare: Patrik Annerud och Malin Nordström)
- Förmiddag i P4 Gotland med Porträttet torsdagar kl: 10:03 - 13:00. (Programledare: Amanda Heijbel och Stina Kätting)
- Förmiddag i P4 Gotland med Spellistan fredagar kl: 12:10 - 13:00. (Programledare: Maria Rundby)
- Förmiddag i P4 Gotland måndag kl: 10:03 - 13:00 (Programledare: Joakim Åstrand)
- Morgon i P4 Gotland måndag - fredag kl: 06:08 - 10:00 (Programledare: Antona Kalm, Hugo Wennström och Vivi-Anne Moradi)
- Förmiddag i P4 Gotland med Gotland Runt onsdagar kl: 10:03 - 13:00 (Programledare: Amanda Heijbel och Joakim Åstrand)
- Gotlandssporten söndagar
- Förmiddag i P4 Gotland med lokal livemusik  kl: 10:03 - 12:00 (Programledare: Maria Rundberg och Joakim Åstrand 2017)

## SR Gotland producerar riksprogram
- Lördagsmorgon med Eva Sjöstrand. Lördagar 09:03 - 12:00 i Sveriges Radio P2

## SR:s Frekvenser på Gotlands
| SR Gotlands frekvenser | Frekvens (MHz) |
| ---------------------- | -------------- |
| SR P4                  | 100,2          |
| SR P3                  | 97,2           |
| SR P2                  | 94,1           |
| SR P1                  | 87,6           |